# Anil Seth
Anil Kumar Seth (Reino Unido, 11 de junio de 1972) es un profesor británico de Neurociencia Cognitiva y Computacional en la Universidad de Sussex. Tiene títulos en Ciencias Naturales (Bachelor y Master, Cambridge, 1994), Sistemas Basados en el Conocimiento (M. Sc., Sussex, 1996) y Ciencias de la Computación e Inteligencia Artificial (D.Phil./Ph.D., Sussex, 2001).

## Temprana edad y educación
Set nació en Inglaterra. Su padre, Bhola Seth, obtuvo una licenciatura de la Universidad de Allahabad en 1945, antes de emigrar de la India al Reino Unido para estudiar ingeniería en Cardiff. Bhola Seth obtuvo posteriormente un doctorado en Ingeniería Mecánica en Sheffield. Su madre, Ann Delaney, es nativa de Yorkshire. La familia de Seth se estableció en la zona rural de Oxfordshire. Su padre era científico investigador en el Centro de Investigación Esso en Abingdon y ganó el título mundial de dobles de veteranos en bádminton en 1976.
Seth fue a la escuela en la Academia King Alfred en Wantage. Tiene títulos en Ciencias Naturales (Bachelor y Master, Cambridge, 1994), Sistemas Basados en el Conocimiento (M.Sc., Sussex, 1996) y Ciencias de la Computación e Inteligencia Artificial (D.Phil. /Ph.D., Sussex, 2001). Fue becario postdoctoral y asociado en el Instituto de Neurociencias en San Diego, California (2001-2006).

## Carrera profesional
Seth es codirector (en conjunto con el profesor Hugo Critchley) del Sackler Center for Consciousness Science y editor en jefe de la revista Neuroscience of Consciousness. Fue Presidente de la Conferencia de la 16.ª Reunión de la Asociación para el Estudio Científico de la Conciencia y miembro continuo 'en general' y está en el grupo directivo y el consejo asesor del Proyecto Human Mind. Fue presidente de la Sección de Psicología de la Asociación Británica de Ciencias en 2017.

### Publicaciones
Seth ha publicado más de 100 artículos científicos y capítulos de libros, y es el editor en jefe de la revista Neuroscience of Consciousness. Es colaborador habitual de New Scientist, The Guardian, y BBC, y escribe en el blog NeuroBanter. También fue consultor para el libro de divulgación científica, Eye Benders, que ganó el premio del libro de jóvenes de la Royal Society de 2014. Seth fue incluido en la Lista de investigadores altamente citados de 2019 que publicó Clarivate Analytics.

### Libros
- Being You: A New Science of Consciousness (Faber & Faber, 2021)[13] - Autor
- Brain Twisters (Ivy Press, 2015)[14] - Consultor
- 30 Second Brain (Ivy Press, 2014)[15] - Editor y coautor
- Eye Benders (Ivy Press, 2013)[16] - Consultor
- Modelling Natural Action Selection (Cambridge University Press, 2011)[17] - Editor y coautor